# Allathelges pakistanensis
Allathelges pakistanensis là một loài chân đều trong họ Bopyridae. Loài này được Kazmi & Markham miêu tả khoa học năm 1999.